# فرنسيسكو فرنانديز
فرنسيسكو فرنانديز (بالإسبانية: Paco Fernández Gómez)‏ (28 سبتمبر 1967 أوفييدو إسبانيا - ) هو لاعب كرة قدم إسباني يلعب كلاعب وسط.